# George Henry Gordon
George Henry Gordon (19 juillet 1823 - 30 août 1886) est un avocat américain et général de l'Union lors de la guerre de Sécession.

## Avant la guerre

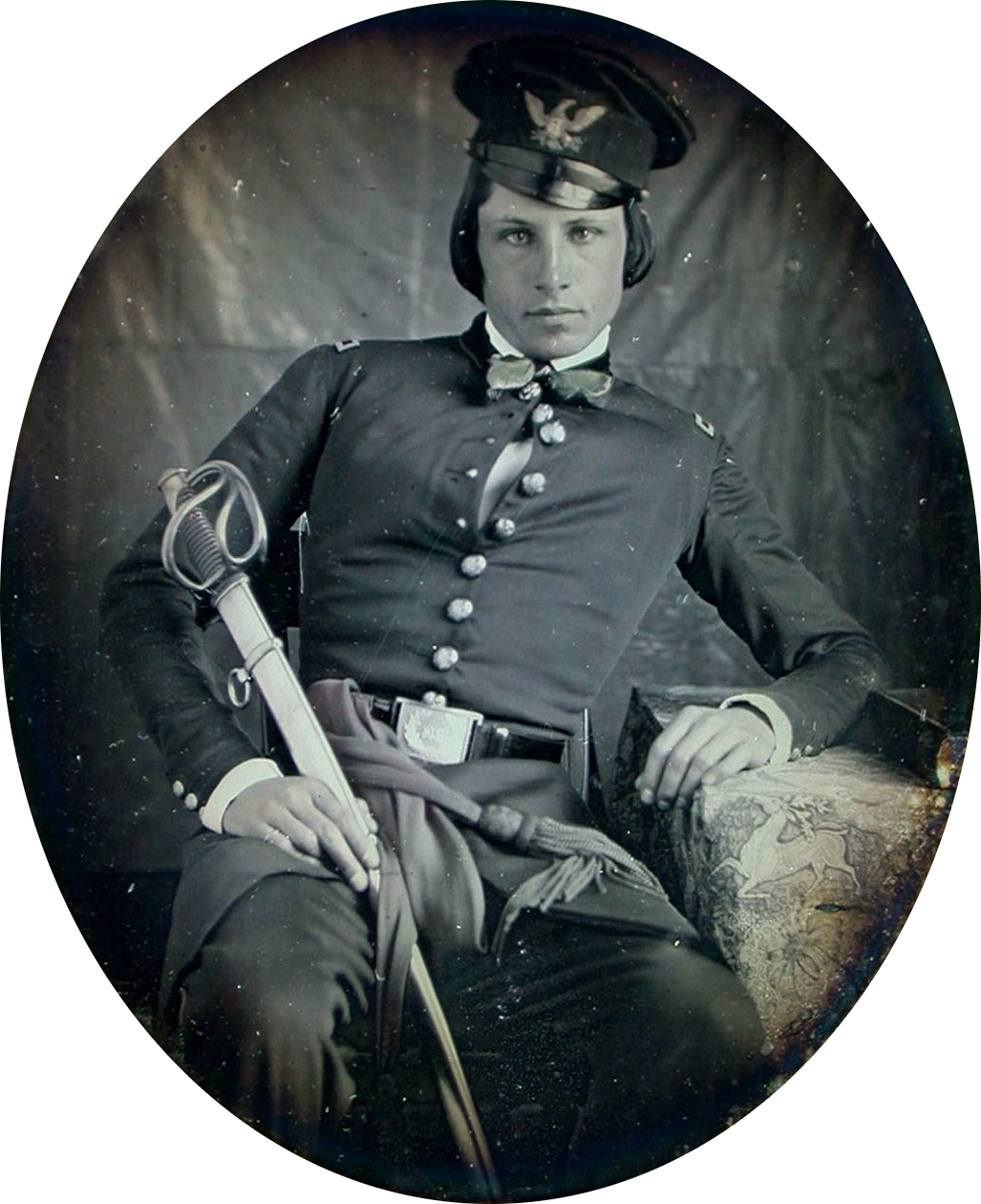
Lieutenant Gordon, ca. 1846

Gordon naît à Charlestown, au Massachusetts. Il part à Framingham, dans le Massachusetts, à l'âge de cinq ans avec sa mère veuve. Il est diplômé de l'académie militaire américaine en 1846, quarante-troisième d'une promotion de 59 cadets. 
Il sert sous les ordres du lieutenant général Winfield Scott lors de la guerre américano-mexicaine, obtenant un brevet de premier lieutenant pour acte de bravoure à Cerro Gordo. Il est blessé à deux reprises lors de ce conflit. Il se distingue notamment pendant le siège de Vera Cruz et l'avance vers Mexico.
Il démissionne de l'armée en 1854. Après avoir suivi des études à l'école de droit de Harvard, il pratique le droit à Boston. Il est admis au barreau en 1857.

## Guerre de Sécession
Lorsque la guerre de Sécession éclate en 1861, Gordon organise et devient colonel du 2nd Massachusetts Infantry. Le régiment sert à la garde de la partie supérieure du fleuve Potomac et de Frederick, dans le Maryland, et au printemps de 1862, Gordon sert sous les ordres du major général Nathaniel P. Banks, s'opposant vainement au major général Stonewall Jackson dans la vallée de la Shenandoah. À la suite de la défaite à Front Royal et de la retraite de Strasburg de l'armée nordiste, Gordon et sa brigade sont lourdement engagés lors de la première bataille de Winchester le 25 mai 1862. Gordon est nommé brigadier général des volontaires, le 12 juin 1862, avec une date de prise de rang au 9 juin 1862.
Lors de la bataille de Cedar Mountain, le 9 août 1862, il mène sa brigade sous les ordres de Banks et subit le plus fort des combats. Après des débuts prometteurs sous une chaleur étouffante, les confédérés lance une contre-attaque, débutant par une charge de cavalerie que la brigade de Gordon repousse. Ensuite, la division d'A. P. Hill contre-attaque et met en déroute les forces de l'Union. La brigade de Gordon perd 466 hommes sur un peu moins des 1 500 hommes engagés. 
Gordon commande une brigade dans le XIIe corps de l'armée du Potomac, à la bataille d'Antietam, devenant commandant de division par intérim lorsque le brigadier général Alpheus S. Williams devient commandant par intérim du corps d'armée. Il prend également le commandement de la première division du XIe corps, à la suite de la bataille de Gettysburg, et est transféré dans le département du sud. Là, il commande les troupes sur Folly Island, en Caroline du Sud. Il commande une division, forte de 3 404 hommes, lors du siège de Charleston en 1863. Cette division est composée de deux brigades, soit onze régiments dont huit composés de vétérans de la bataille de Gettysburg du XIe corps. À partir de novembre 1864, Gordon sert dans le département de Virginie. Il commande le district oriental de ce département à partir de février 1865 et jusqu'à ce qu'il quitte l'armée.
Gordon sert dans l'armée jusqu'au 24 août 1865. Le 13 janvier 1866, le président Andrew Johnson nomme Gordon pour l'attribution d'un brevet de major-général des volontaires des États-Unis, avec une date de prise de rang au 9 avril 1865 et le sénat américain confirme la nomination le 12 mars 1866.

## Après la guerre
Après la guerre, Gordon pratique le droit à Boston. Il est l'un des fondateurs de la société historique militaire du Massachusetts. Il publie les livres suivants :
- History of the Second Massachusetts Regiment (1876)
- History of the Campaign of the Army of Virginia under Gen. John Pope from Cedar Mountain to Alexandria (1880)[note 2]
- A War Diary of the Events of the War of the Great Rebellion, 1863-65 (1882)
- Brook Farm to Cedar Mountain (1883)

Gordon meurt à Framingham, dans le Massachusetts, et est enterré à Framingham Centre.